# Lago Ballano
Il lago Ballano è un lago di origine glaciale della provincia di Parma. Con una profondità massima di circa 19 metri e una superficie di 73000 m2, è il secondo lago più vasto e il terzo più profondo della provincia di Parma.
Il lago giace all'interno del Parco regionale delle Valli del Cedra e del Parma.
Il lago ballano, di origine glaciale, è stato sbarrato da una diga negli anni '30 e le sue acque vengono sfruttate per la produzione di
elettricità nella centrale idroelettrica di Rigoso. Il volume massimo teorico invasabile è pari a 1.270.000 metri cubi. L'impianto è gestito da Enel Produzione S.p.A. U.E. di Isola Palanzano.
Attualmente l'invaso e limitato a causa di gravi problemi strutturali della diga, in particolare nella seconda metà del 2015 il livello è stato abbassato ulteriormente fino alla quota dell'opera di presa, non lambendo più la base dello sbarramento (con probabile dismissione della guardiania.) Nel prossimo futuro dovrebbero iniziare i lavori per la demolizione e la ricostruzione della diga.